# 영천군·경산군
영천군·경산군은 대한민국의 옛 국회의원 선거구이다. 당시 경상북도 영천군, 경산군 지역을 관할했다.

## 역사
제11대 국회의원 선거를 앞두고 선거구 개편이 일어나면서 영천군과 경산군이 하나의 선거구를 이루게 됨에 따라 신설되었다.
1981년 7월, 영천군 영천읍이 영천시로 승격되었다. 이에 제12대 국회의원 선거를 앞두고 영천시·영천군·경산군 선거구로 개편되었다.

## 역대 국회의원
| 선거   | 정당 | 정당       | 1위 의원 | 정당 | 정당       | 2위 의원 |
| ------ | ---- | ---------- | -------- | ---- | ---------- | -------- |
| 1981년 |      | 민주정의당 | 염길정   |      | 한국국민당 | 박재욱   |

## 역대 선거 결과

### 대한민국 제11대 국회의원 선거
|  | 31.98% |

|  | 18.87% |

|  | 14.04% |

|  | 13.66% |

|  | 12.41% |

|  | 5.36% |

|  | 2.00% |

|  | 1.66% |